# Gwiazdozbiór Żurawia
Żuraw (łac. Grus, dop. Gruis, skrót Gru) – jedna z ptasich konstelacji nieba równikowego i południowego, oznaczona w 1595 roku przez Pietra Dirksza Keysera i Fredericka de Houtmana, w epoce wielkich odkryć geograficznych. Została wprowadzona i opisana w Uranometrii Johann Bayer w 1603 roku. Gwiazdy te zostały wydzielone z części Ryby Południowej. Świadczy o tym między innymi arabska nazwa najjaśniejszej gwiazdy Alfa Gruis – Alnair od arabskiej frazy al-Nayyir min Dhanab al-hūt, co oznacza „ta jasna należąca do ogona ryby”. Wcześniej w tym miejscu wyobrażano flaminga. Liczba gwiazd dostrzegalnych nieuzbrojonym okiem: około 30. Jest to 45. co do wielkości konstelacja. Z trudem można spostrzec z Polski trzecią co do jasności Gamma Gruis. Żeby zobaczyć całą konstelację, należy wybrać się co najmniej do Afryki Północnej.

## Mity i legendy
Gwiazdozbiór powstał w nowożytności i nie są z nim związane żadne legendy ani mity.
Przedstawia wzlatującego żurawia, nawiązując do ptaka uważanego w starożytnym Egipcie za patrona astronomów – strażników nieba oraz ze względu na loty na dużych wysokościach. Do czasów nowożytnych grupa tworząca Żurawia zazwyczaj była uważana za część sąsiedniej konstelacji Ryby Południowej. Petrus Plancius po raz pierwszy wskazał ten gwiazdozbiór w atlasie nieba w 1598 roku jako Krane Grus, złożenie holenderskiej i łacińskiej nazwy żurawia. Jednakże późniejszy globus Planciusa wskazuje go jako Phoenicopterus (Flaming). W katalogu gwiazd ułożonym przez XVI-wiecznych holenderskich odkrywców ta konstelacja ma nazwę Heron (Czapla). Wreszcie w Uranometrii Bayer przedstawił te gwiazdy w sposób nie pozostawiający wątpliwości jako osobną konstelację – Żurawia. Współczesny Bayerowi Julius Schiller, tworząc alternatywny „chrześcijański” atlas gwiazd, nazwał ją Stork (Bocian), jednak ta nazwa nigdy się nie przyjęła, i pozostał Żuraw.

W starożytności żuraw związany był z bogiem Hermesem.

## Gwiazdy Żurawia
Gwiazdozbiór jest jednym z najjaśniejszych ptaków na niebie. Gwiazdy, które składają się na współczesną konstelację Żurawia, były od starożytności łączone z ptakami. Pomimo bladości wielu gwiazd Żurawia całkiem wyraźnie tworzą one sylwetkę ptaka. Głową jest Gamma na północy, a lekko zagięta linia bladych gwiazd, prowadząca na południe przez Lambdę i Deltę do Bety, kształtuje długą szyję i ramiona. Alfa przedstawia jedno skrzydło, Jota i Theta tworzą drugie, a Epsilon i Zeta – ogon na południowym końcu.
- Najjaśniejsza gwiazda Alnair znajduje się w odległości około 101 lat świetlnych. Jest to gwiazda o masie czterech mas Słońca, ponad 120 razy jaśniejsza od Słońca, będąca na etapie pośrednim między gwiazdami ciągu głównego a podolbrzymem. To niebieski podolbrzym o jasności 1,73m, 31. pod względem jasności gwiazda na nocnym niebie. Nazwa Alnair pochodzi od arabskiej frazy al-Nayyir min Dhanab al-hūt, co oznacza „ta jasna należąca do ogona ryby”.
- Druga co do jasności to Beta Gruis (Tiaki), która jest czerwonym olbrzymem znajdującym się w odległości 177 lat świetlnych. Gwiazda nieregularnie pulsuje z okresem co najmniej 37 dni i amplitudą 0,4m.
- Trzecia co do jasności Aldhanab, czyli Gamma Gruis jest olbrzymem typu B. Gwiazda ta bardzo szybko się obraca, podobnie jak Alfa Gru.
- Delta (δ) Gruis jest parą olbrzymów typu G i M, żółtego i czerwonego, czwartej wielkości. Mają one jasność 3,97 i 4,17m, a ich separacja to około 45 sekund. Przy bardzo dobrej pogodzie osoby o sokolim wzroku mogą spróbować je rozdzielić.
- Mi (μ) Gruis to para żółtych olbrzymów piątej wielkości. Obie pary są z łatwością rozdzielane przez lornetkę. Nie są to prawdziwe gwiazdy podwójne, gdyż ich składniki nie są ze sobą związane[2]. W Żurawiu znajduje się jeszcze kilka układów podwójnych.

W konstelacji poza Beta Gruis nie ma jasnych gwiazd zmiennych.

## Interesujące obiekty
Żuraw leży z dala od jasnych świateł Drogi Mlecznej i nie ma do zaoferowania żadnych gromad czy mgławic poza jedną jasną mgławicą planetarną. Jest tam sporo galaktyk, a kilka z nich można z powodzeniem oglądać przez mały teleskop. Nie ma tu też żadnych obiektów z katalogu Messiera.
- Najjaśniejszą galaktyką gwiazdozbioru jest NGC 7213 o jasności 10,1m. Jest to galaktyka spiralna ze słabo rozwiniętymi ramionami. Do jej obserwacji potrzebny jest teleskop średnich rozmiarów[3].
- NGC 7424 to galaktyka spiralna o jasności 11m, znajdująca się w odległości około 37,5 miliona lat świetlnych. Rozmiarami jest zbliżona do Drogi Mlecznej i ma bardzo dobrze określona ramiona spiralne. Widać ją niemal dokładnie na wprost.
- Kolejna spiralna galaktyka o jasności 11m to NGC 7418.
- NGC 7582, NGC 7590 i NGC 7599 to trójka jasnych galaktyk spiralnych leżąca w odległości około 70 milionów lat świetlnych od Słońca. Wszystkie trzy obiekty w kształcie wrzecion z jasnymi centrami znajdują się w tym samym polu widzenia.
- Tuż obok można dostrzec inną galaktykę spiralną NGC 7552, widoczną z przodu, która zawiera małe, ale łatwo zauważalne halo.
- IC 5150 (również IC 5148, Mgławica Koło Zapasowe) to jedna z najbardziej atrakcyjnych mgławic planetarnych w tej części nieba. 20-centymetrowy teleskop pokazuje gruby obwarzanek półprzezroczystego gazu[1].

## Planety pozasłoneczne
Wokół gwiazdy Gliese 832 (GJ 832) odkryto dwie planety pozasłoneczne – Gliese 832 b (w 2008 roku) i Gliese 832 c (w 2014 roku). Gwiazda jest oddalona od Słońca o 16,1 lat świetlnych. Układ jest niewidoczny z terenu Polski.